# Mikołaj Müller
Mikołaj Müller (ur. 22 lipca 1944 w Zwickau, zm. 19 marca 2021 w Karczewie) – polski aktor teatralny, filmowy i dubbingowy, oraz lalkarz.

## Życiorys
W latach 1961–1963 występował w Teatrze Lalki i Aktora „Marcinek” w Poznaniu, w Teatrze im. Juliusza Osterwy w Gorzowie Wielkopolskim, w latach 1977–1979 w Teatrze Polskim w Szczecinie, w latach 1979–1982 w Teatrze Muzycznym w Szczecinie. W latach 1968–1982 współpracował z Filharmonią Szczecińską jako akompaniator i konferansjer. W latach 1982–1990 aktor Teatru Muzycznego w Halberstadt w Niemczech. W latach 1990–1991 występował w Teatrze „Lalka” w Warszawie, w latach 1991–2000 w Teatrze Baj w Warszawie. Przed śmiercią był aktorem Teatru Żydowskiego w Warszawie.
Pochowany na cmentarzu parafialnym w Karczewie.

## Filmografia
- 2011: Wojna żeńsko-męska – staruszek
- 2010: Plebania – adwokat (odc. 1515)
- 2010: Nowa – ksiądz, sąsiad Moniki (odc. 12)
- 2009: Na dobre i na złe – Edward Koczaj (odc. 364)
- 2009: Świat według Kiepskich – major Ryba (odc. 322)
- 2009: Naznaczony – szef Agencji Rządowej (odc. 3-5, 8, 12-13)
- 2008: Na Wspólnej – Ordynator (odc. 938, 941)
- 2007: Trzy po trzy – Numery z kwatery (odc. 10)
- 2007: Rezerwat – Fotograf Tadeusz Pakosz
- 2007–2009: Tylko miłość – lekarz, który w 1974 roku wystawił fałszywy akt zgonu syna Marii Rozner i Maksymiliana Wolara
- 2007: Plebania (odc. 957)
- 2006: Sekcja 998 – Konserwator Kwaśniak
- 2005: Auschwitz. Naziści i „ostateczne rozwiązanie” –
  - Dome Sztojay,
  - premier Węgier
- 2004: Ninas Resa
- 2004: Kryminalni – Sąsiad kustosza Nowackiego (odc. 12)
- 1996: Ucieczka
- 1980: Pałac – Baron

## Polski dubbing
- 2014: Lego Ninjago Mistrzowie Spinjitzu – Mistrz Chen
- 2010: Toy Story 3 – jamniczek Cienki[2]
- 2009: Dragon Age: Początek
- 2008: Dzielny Despero
- 2006: Happy Feet: Tupot małych stóp – Słoń Morski 2
- 2004: Syberia II – Hans Voralberg
- 2004: Świątynia pierwotnego zła – różne głosy
- 2002: Syberia (gra komputerowa) – różne głosy
- 2002: Atomówki – Profesor
- 2002: Mistrzowie kaijudo
- 2002: Śnięty Mikołaj 2
- 2002: Dzika rodzinka
- 2000: Diablo II – Archanioł Tyrael
- 2000: Theocracy (gra komputerowa) – lektor
- 1999: FreeSpace 2 (gra komputerowa) – Dowództwo Sprzymierzonych
- 1999–2000: Jam Łasica
- 1999: Toy Story 2 – Cienki
- 1996: Ucieczka
- 1995: Rob Roy – Killearn
- 1994: Śnięty Mikołaj
- 1990: Bernard i Bianka w krainie kangurów – Doktor
- 1988: Yogi i inwazja kosmitów
- 1988: Oliver i spółka